# 607. pehotni polk (Wehrmacht)
Za druge 607. polke glejte 607. polk.
607. pehotni polk (izvirno nemško Infanterie-Regiment 607) je bil eden izmed pehotnih polkov v sestavi redne nemške kopenske vojske med drugo svetovno vojno.

## Zgodovina
Polk je bil ustanovljen 16. junija 1941 kot polk 16. vala v okolici Prage iz bližnje nastanjenih nadomestnih enot WK I.
Štab je bil nameščen v Beneschauu, I. bataljon v Chrudimu in II. v Taborju.
25. junija 1941 je bil polk preimenovan v 607. pehotni nadomestni polk.